# Malvaviscus penduliflorus
Malvaviscus penduliflorus là một loài thực vật có hoa trong họ Cẩm quỳ. Loài này được DC. mô tả khoa học đầu tiên năm 1824.